# Ngọ Môn (Bắc Kinh)

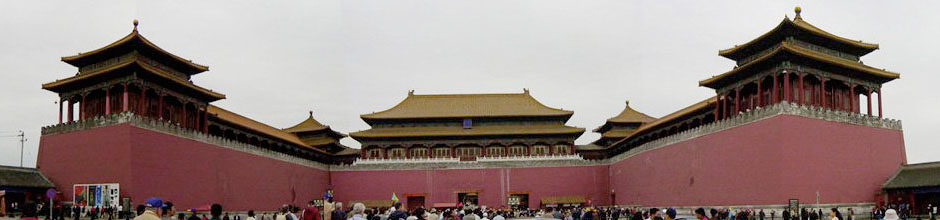
Ngọ Môn nhìn từ phía nam

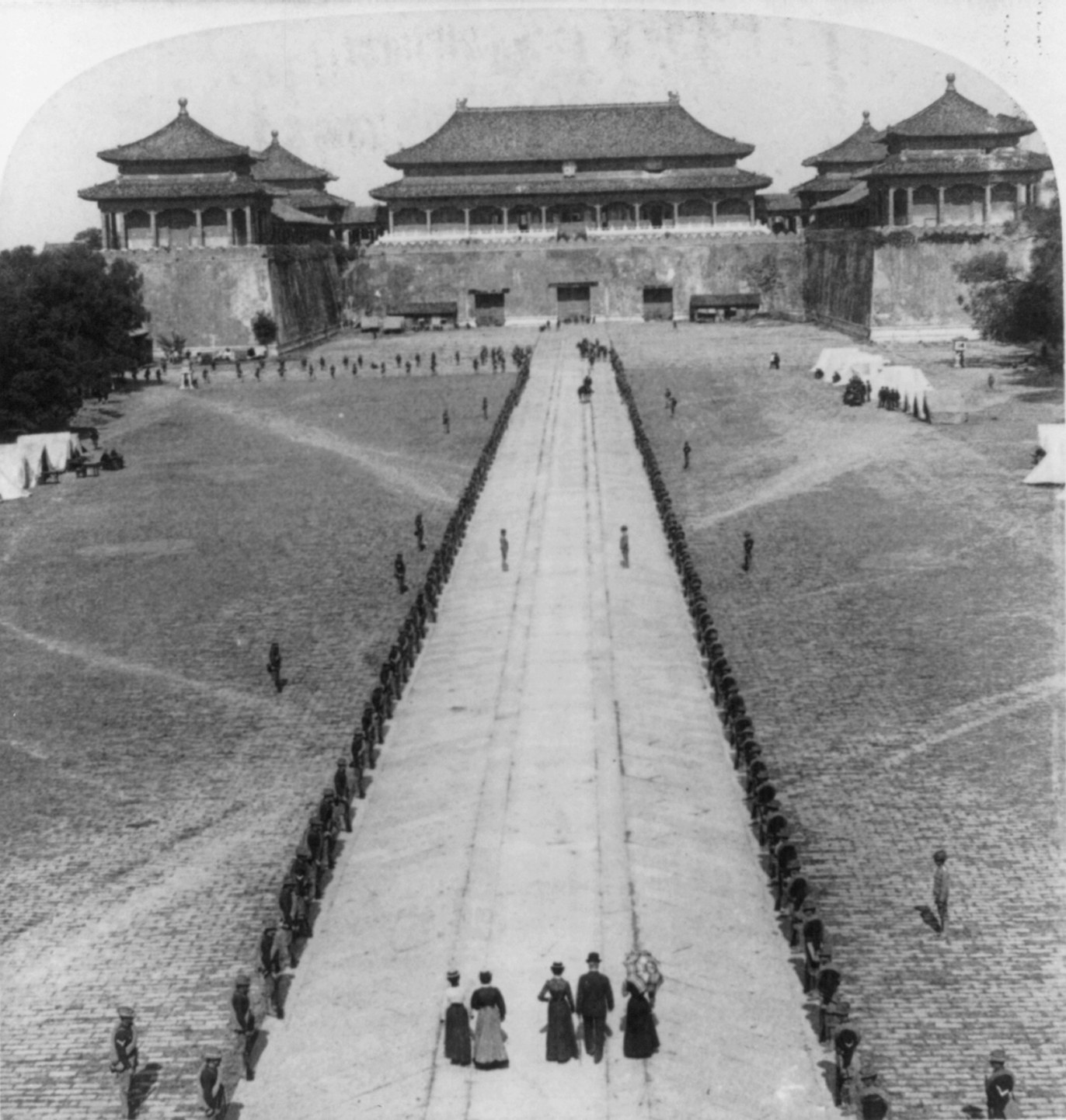
Ngọ Môn năm 1901

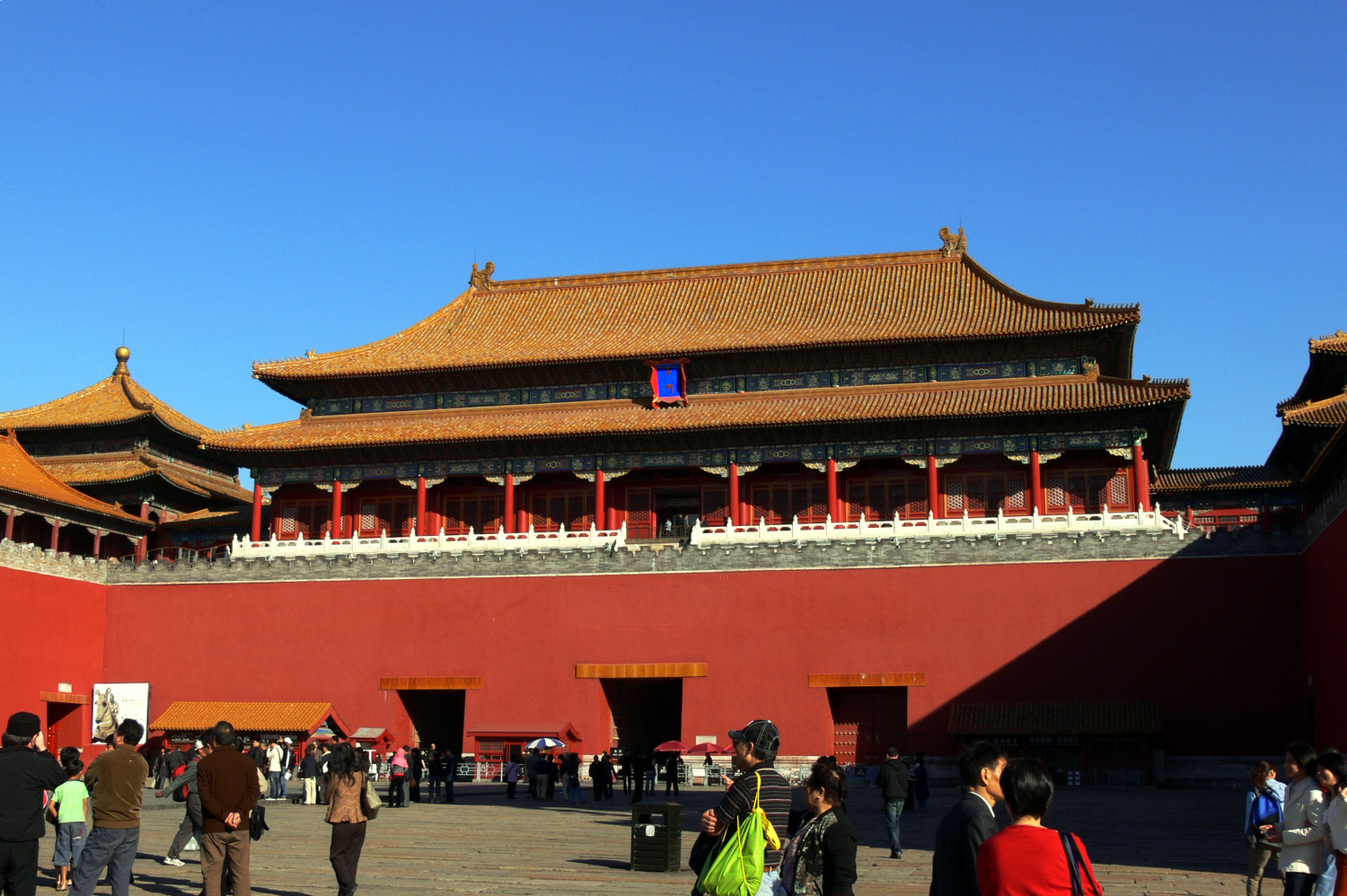

Ngọ Môn (giản thể: 午门; phồn thể: 午門; bính âm: Wǔmén; Việt bính:ng5 mun4) là cổng phía nam và lớn nhất trong Tử Cấm Thành Bắc Kinh, bao gồm năm cửa vòm. Cửa chính giữa chỉ dành cho Hoàng đế; các trường hợp ngoại lệ như Hoàng hậu chỉ được phép bước qua cổng trong lễ cưới, và Trạng nguyên, Bảng nhãn, Thám hoa trong các kỳ thi Đình. Hai cổng bên cạnh dành cho các quan lại và hai cổng xa hơn dành cho binh lính hoặc thái giám, cung nữ.
Phía trên cổng là năm tòa nhà được gọi là "Lầu Ngũ Phụng". Tòa nhà trung tâm có chiều rộng là 9 và 2 tầng mái, hai bên là hai dãy nhà một mái dẫn lên hai tòa nhà 2 tầng mái nhỏ hơn. Vào thời nhà Minh và nhà Thanh, các Hoàng đế lấy Ngọ Môn làm nơi duyệt binh, ban bố các chiếu chỉ và niên giám, tiếp nhận tù binh chiến tranh, thậm chí còn làm nơi hành quyết.
Để vào Tử Cấm Thành, từ Ngọ Môn phải đi qua hai cổng nữa là Đoan Môn và Thái Hòa Môn.